# Sverri Nielsen
Sverri Nielsen, né le 13 octobre 1993 à Tórshavn, est un rameur féringien.
Membre du Danske Studenters Roklub à Copenhague, il concourt en skiff, catégorie dans laquelle il remporte une médaille d'argent aux Championnats du monde d'aviron 2019, ainsi que deux médailles aux Championnats d'Europe d'aviron : une en or en 2020 et une d'argent en 2021. C'est aussi en skiff qu'il participe deux fois aux Jeux olympiques, sous la bannière du Comité olympique danois, en 2021 et 2024, devenant ainsi le second rameur olympien des Îles Féroé après Katrin Olsen en 2008.
Spécialiste des compétitions d'aviron indoor, discipline dans laquelle il est champion d’Europe en 2017 et 2019, il est détenteur du record du Danemark sur 2 000 mètres, record qu’il améliore sept fois entre 2015 et 2024.
Il est nommé sportif féringien de l'année 2019 et 2020.

## Biographie

### Jeunesse aux Îles Féroé

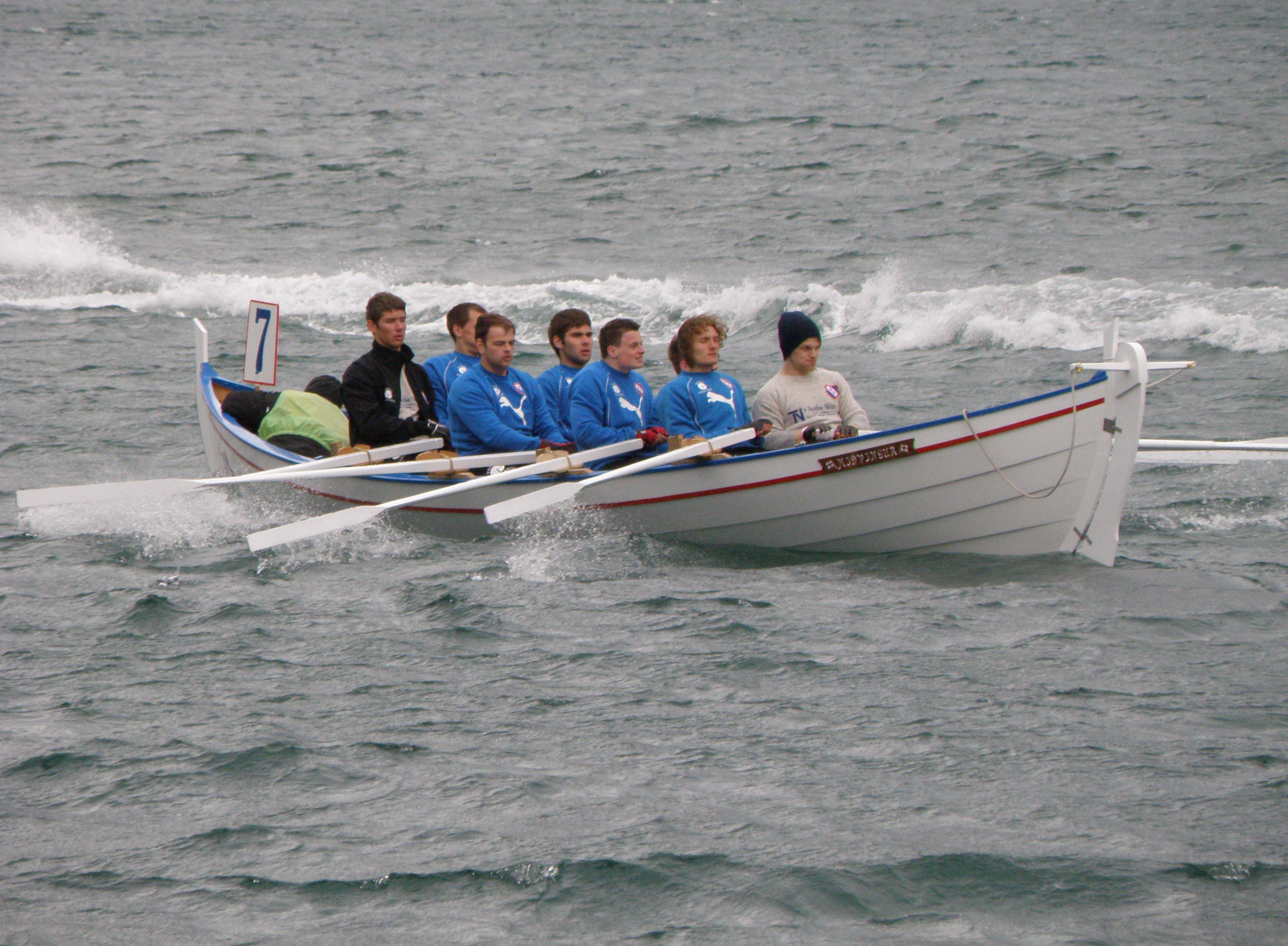
Sverri Nielsen (à gauche) sur le Miðvingur lors d’une régate à Tvøroyri en 2011.

Sverri Nielsen grandit à Miðvágur aux Îles Féroé. C'est dans cette petite ville qu'il découvre l'aviron en ramant sur un ergomètre dans la salle de sport du Miðvágs róðrarfelag. Bien que la technique soit différente, il commence ensuite à ramer sur deux embarcations féroïennes en bois à banc fixe qui concourent pour le club,,. Il débute en 2010 sur le Fríggjarin, puis rejoint en 2011 l'équipage du Miðvingur. C'est cette même année que deux résultats indoor sur 2 000 mètres s'avèrent déterminant pour la suite de sa carrière, puisqu’il devient tout d’abord champion du Danemark moins de 18 ans en janvier, avant de s'imposer chez les juniors au cours des championnats du monde indoor organisés à Boston en février,,.

### Débuts au Danemark
À la suite de son titre mondial junior, il attire l'attention de l'encadrement de l'équipe du Danemark d'aviron qui l'incite à venir vivre au Danemark. Souhaitant tenter sa chance, il émigre et rejoint le Danske Studenters Roklub (DSR), basé à Copenhague, avec qui il fait ses débuts en compétition internationale en 2012,.
Il est tout d'abord aligné en deux de couple avec Sophus Johannesen dans les catégories jeunes pour l'équipe nationale danoise avant que le duo ne soit intégré à l'équipe sénior en février 2014,.

### Skiff et records indoor
Après deux premières années en deux de couple, le staff danois constate ses capacités physiques supérieures à la moyenne et décide de l'orienter sur les courses en skiff à partir des Championnats du monde d'aviron 2014.
À l'occasion des championnats du Danemark indoor de 2015, il établit en 5 min 53 s 2 un nouveau record du Danemark sur 2 000 m, abaissant de 2 secondes et 3 dixième le précédent record détenu depuis 1996 par Lars Christensens.
En 2017, il bat deux fois en sept jours son record du Danemark : la première fois lors des championnats du Danemark et la seconde fois au cours des championnats d’Europe indoor à Paris.
Jusqu'alors manquant de technicité selon lui, il trouve en Thomas Poulsen en 2019 un entraîneur lui permettant de franchir un nouveau cap dans sa progression technique et sportive.

### Capacités physiques
À la fin des années 2010 et au début des années 2020, ses performances sur l'ergomètre lui valent d'être surnommé le « Watt-monster » ou « det færøske wattmonster »,. Il est alors fait état de dispositions physiques particulières chez Sverri Nielsen qui sont étudiées dans le cadre d'une étude scientifique. On constate qu'il dispose d'une VO2max de 6,93 l/min, ce qui semble être un record au Danemark et le maximum atteignable par l'être humain. Il aurait aussi avec 10 litre de sang, un volume deux fois plus important de sang dans le corps que la moyenne[réf. à confirmer].

### Jeux olympiques
Bien que participant aux Jeux olympiques de Tokyo en 2021 sous la bannière danoise, son skiff arbore les couleurs du Merkið lors des courses puisque Sverri Nielsen considère qu'il « rame aussi pour les Îles Féroé ».

## Distinctions
Il remporte par deux fois la distinction ÍtróttaNAVN, remise par la Fédération des sports des Îles Féroé, distinguant le sportif féringien de l'année, pour les années 2019 et 2020,.

## Palmarès

### Jeux olympiques
- 2020 à Tokyo
  - 4e en skiff.
- 2024 à Paris
  - 8e en skiff.

### Championnats du monde
- 2019 à Ottensheim,  Autriche
  -  Médaille d'argent en skiff.

### Championnats d'Europe
- 2020 à Poznań,  Pologne
  -  Médaille d'or en skiff.
- 2021 à Varèse,  Italie
  -  Médaille d'argent en skiff.

### Championnats d'Europe indoor
- 2017 à Paris,  France
  -  Médaille d'or sur 2 000 m.
- 2019 à Copenhague,  Danemark
  -  Médaille d'or sur 2 000 m.

### Autres compétitions
- Championnats du Danemark indoor
  -  Médaille d'or sur 2 000 m en 2015, 2016, 2017, 2018, 2019, 2020, 2021, 2023, 2024.[réf. souhaitée]
- Championnats des Îles Féroé indoor
  -  Médaille d'or sur 2 000 m en 2011.[réf. souhaitée]

## Records
Sverri Nielsen décroche en 2015 sur ergomètre le record du Danemark pour une distance de 2 000 m, il bat alors un record vieux de 29 ans. Il améliore ensuite régulièrement son record lors de compétitions nationales ou continentales. En mars 2016, il établit un record non-officiel de 5 min 45 s 9 lors d’une session d’entraînement, une marque qu’il dépasse quelques années plus tard en compétition officielle. Tout au long de cette série de records nationaux, il semble viser les records du monde de Rob Waddell. Aussi, et bien que Féroïen, Sverri Nielsen ne peut prétendre à aucun record aux Îles Féroé en tant que membre de l’équipe nationale danoise.
| Distance | Performance  | Date            | Lieu                          | Compétition                     |
| -------- | ------------ | --------------- | ----------------------------- | ------------------------------- |
| 2 000 m  | 5 min 53 s 2 | 31 janvier 2015 | Gladsaxe Sportscenter, Søborg | Championnats du Danemark indoor |
| 2 000 m  | 5 min 51 s 6 | 30 janvier 2016 | Gladsaxe Sportscenter, Søborg | Championnats du Danemark indoor |
| 2 000 m  | 5 min 49 s 2 | 28 janvier 2017 | Gladsaxe Sportscenter, Søborg | Championnats du Danemark indoor |
| 2 000 m  | 5 min 47 s 9 | 4 février 2017  | Salle Charpy, Paris           | Championnats d'Europe indoor    |
| 2 000 m  | 5 min 47 s 2 | 26 janvier 2019 | Gladsaxe Sportscenter, Søborg | Championnats d'Europe indoor    |
| 2 000 m  | 5 min 44 s 3 | 18 janvier 2020 | Gladsaxe Sportscenter, Søborg | Championnats du Danemark indoor |
| 2 000 m  | 5 min 42 s 2 | 20 janvier 2024 | Gladsaxe Sportscenter, Søborg | Championnats du Danemark indoor |